# Махмут Алтай
Махмут Алтай (тур. Mahmut Altay; нар. 23 травня 1978) — турецький борець греко-римського стилю, бронзовий призер чемпіонату Європи, переможець та дворазовий бронзовий призер Кубків світу, чемпіон світу серед військовослужбовців, чемпіон Середземноморських ігор.

## Біографія
Боротьбою почав займатися з 1991 року. Тренувався у наставника Мехмета Асака. Виступав за борцівський клуб «TEDAS» з Анкари.

## Спортивні результати на міжнародних змаганнях

### Виступи на Чемпіонатах світу
| Змагання                        | Збірна    | Вагова категорія                 | Місце |
| ------------------------------- | --------- | -------------------------------- | ----- |
| Чемпіонат світу з боротьби 2001 | Туреччина | греко-римська боротьба, до 69 кг | 10    |
| Чемпіонат світу з боротьби 2002 | Туреччина | греко-римська боротьба, до 74 кг | 16    |
| Чемпіонат світу з боротьби 2003 | Туреччина | греко-римська боротьба, до 74 кг | 18    |
| Чемпіонат світу з боротьби 2005 | Туреччина | греко-римська боротьба, до 74 кг | 9     |
| Чемпіонат світу з боротьби 2006 | Туреччина | греко-римська боротьба, до 74 кг | 29    |

### Виступи на Чемпіонатах Європи
| Змагання                         | Збірна    | Вагова категорія                 | Місце  |
| -------------------------------- | --------- | -------------------------------- | ------ |
| Чемпіонат Європи з боротьби 2000 | Туреччина | греко-римська боротьба, до 69 кг | 13     |
| Чемпіонат Європи з боротьби 2006 | Туреччина | греко-римська боротьба, до 74 кг | Бронза |

### Виступи на Кубках світу
| Змагання                    | Збірна    | Вагова категорія                 | Місце  |
| --------------------------- | --------- | -------------------------------- | ------ |
| Кубок світу з боротьби 2001 | Туреччина | греко-римська боротьба, до 69 кг | Бронза |
| Кубок світу з боротьби 2002 | Туреччина | греко-римська боротьба, до 74 кг | Золото |
| Кубок світу з боротьби 2003 | Туреччина | греко-римська боротьба, до 74 кг | 6      |
| Кубок світу з боротьби 2006 | Туреччина | греко-римська боротьба, до 74 кг | Бронза |

### Виступи на Середземноморських іграх
| Змагання                    | Збірна    | Вагова категорія                 | Місце  |
| --------------------------- | --------- | -------------------------------- | ------ |
| Середземноморські ігри 2005 | Туреччина | греко-римська боротьба, до 74 кг | Золото |

### Виступи на Чемпіонатах світу серед військовослужбовців
| Змагання                                                  | Збірна    | Вагова категорія                 | Місце  |
| --------------------------------------------------------- | --------- | -------------------------------- | ------ |
| Чемпіонат світу з боротьби серед військовослужбовців 2003 | Туреччина | греко-римська боротьба, до 74 кг | Золото |

### Виступи на інших змаганнях
| Змагання                                                      | Збірна    | Вагова категорія                 | Місце  |
| ------------------------------------------------------------- | --------- | -------------------------------- | ------ |
| Олімпійський кваліфікаційний турнір з боротьби 2000 (Фаенца)  | Туреччина | греко-римська боротьба, до 69 кг | 15     |
| Олімпійський кваліфікаційний турнір з боротьби 2000 (Ташкент) | Туреччина | греко-римська боротьба, до 69 кг | Срібло |
| Золотий Гран-прі з боротьби 2006                              | Туреччина | греко-римська боротьба, до 74 кг | 5      |
| Турнір Дана Колова — Николи Петрова 2007                      | Туреччина | греко-римська боротьба, до 74 кг | Бронза |

### Виступи на змаганнях молодших вікових груп
| Змагання                                       | Збірна    | Вагова категорія                 | Місце |
| ---------------------------------------------- | --------- | -------------------------------- | ----- |
| Чемпіонат світу з боротьби серед молоді 1995   | Туреччина | греко-римська боротьба, до 52 кг | 5     |
| Чемпіонат Європи з боротьби серед юніорів 1996 | Туреччина | греко-римська боротьба, до 54 кг | 11    |